# Giuseppe Giorgi (criminale)
Giuseppe Giorgi, detto U capra (San Luca, 6 marzo 1961), è un mafioso italiano, della 'Ndrangheta, affiliato ai Romeo nonché genero del capobastone Sebastiano Romeo detto U staccu.
Latitante dal 1994 al 2017, era ricercato per traffico di droga ed armi, omicidio e associazione di tipo mafioso.

## Biografia
Secondo il pentito Francesco Fonti anche lui fu coinvolto nello smaltimento illegale di rifiuti tossici e radioattivi, come il contrabbando di niobio, metallo usato nei reattori nucleari. Ha inoltre partecipato al carico di rifiuti pericolosi su navi che poi venivano affondate con dinamite lungo le coste italiane. È stato arrestato il 2 giugno 2017 dal Reparto Operativo dei Carabinieri di Reggio Calabria coadiuvato dallo Squadrone Cacciatori di Calabria nella sua abitazione-bunker a San Luca e deve scontare ora 28 anni e 9 mesi nel carcere di Reggio Calabria.